# Claudio Arzeno
Claudio David Arzeno (* 16. Oktober 1970 in Villa María) ist ein ehemaliger argentinischer Fußballspieler.
Der Abwehrspieler begann seine Karriere bei Independiente. Mit dem Klub gewann er 1994 die Supercopa Sudamericana und die argentinische Meisterschaft (Clausura). 1995 gelang bei der Supercopa Sudamericana die Titelverteidigung. Außerdem gewann Independiente die Recopa Sudamericana und erreichte bei der Copa Libertadores 1995 das Achtelfinale. 1997 wurde Arzeno nach einem positiven Dopingtest für drei Monate gesperrt.
1998 wechselte er zu Racing Santander in die spanische Primera División. 2001 stieg er mit dem Klub ab, aber in der nächsten Saison gelang der direkte Wiederaufstieg. 2003/04 spielte er wieder in Argentinien bei den Chacarita Juniors. Danach wechselte er wieder nach Spanien zu UD Las Palmas, wo er 2005 seine Laufbahn beendete.